# 切列維奇涅
46°38′35″N 30°37′12″E / 46.64306°N 30.62000°E
切雷維奇內（烏克蘭語：Черевичне）是位於烏克蘭西南部的村莊，由敖德萨州敖德萨区的烏薩托韋市鎮負責管轄。該村始建於1904年，面積0.5平方公里，海拔高度32米，2001年人口270，人口密度每平方公里540人。